# 無法無天 (2002年電影)
《無法無天》（葡萄牙語：Cidade de Deus，又译无主之城、无法无天、上帝之城）是一部巴西犯罪剧情電影，由费尔南多·梅里尔斯 （Fernando Meirelles）與卡提亞·蘭德（Katia Lund）所執導，於2002年上映。《無法無天》获得奥斯卡最佳导演、改编剧本、摄影和剪辑共4項提名，并获得金球奖最佳外语片提名。

## 劇情簡介
影片描述里约热内卢的一个贫民窟中的众多犯罪故事。在这里，抢劫、强奸和枪击无处不在。

## 評價
影片获得广泛赞誉，《芝加哥太阳报》著名影评人Roger Ebert给满分并其列为年度十大佳片第二位。《时代杂志》将其评为史上100大佳片之中。《帝国杂志》于2010年也将其列入影史100大佳片之中。

## 获奖
拉斯维加斯影评人协会
- 最佳外语片

纽约影评人协会
- 最佳外语片

卫星奖
- 最佳外语片

东南影评人协会
- 最佳外语片

多伦多影评人协会
- 最佳外语片

多伦多影展
- 观众奖 – Special Citation

## 外部連結
- Official site（页面存档备份，存于）
- 互联网电影数据库（IMDb）上《無法無天》的资料（英文）